# Kanton Ajaccio-6
Der Kanton Ajaccio-6 war von 1982 bis 2015 ein französischer Wahlkreis im Arrondissement Ajaccio, im Département Corse-du-Sud und in der Region Korsika. Er bestand aus einem Teil der Stadt Ajaccio. 